# Esoteric Antenna
Esoteric Antenna is een Brits platenlabel. Het is een sublabel van Esoteric Recordings. Dat label brengt heruitgaven uit van oud materiaal uit de jaren '60 en '70 van de 20e eeuw uit de genres progressieve rock, folkrock en psychedelische rock. Platenbaas Mark Powell, oprichter en leider, kwam tot de conclusie dat de bands waarvoor hij heruitgaven verzorgde meestal hun nieuwe materiaal niet kwijt konden bij de reguliere labels. Hij bedacht een nieuw label: Esoteric Antenna.

## Uitgaven
De eerste uitgaven waren:
- EANCD1001: Sanguine Hum: Diving bell
- EANCD1002: Squackett: A life within a day
- EANCD1003: XPTs: Parachute reborn (XPTs bestaat uit ex-Pretty Thingsleden)
- EANCD1004: Tin Spirits: Wired to earth (Tin Spiritsleider is Dave Gregory van XTC)
- EANCD1005: Ken Hensley: Love and other mysteries (ook op LP EANLP) (ex-Uriah Heep)
- EANCD1006: Panic Room: Skin
- EANCD1007: The Reasoning: Adventures in neverland
- EANCD1008: Hawkwind: Stellar variations
- EANCD1009: Dave Brock: Looking for love in the lost land of dreams
- EANCD1010: Greg Lake: Songs of a lifetime
- EANCD1011: Lifesigns: Lifesigns
- EANCD1012: Gordon Giltrap & Oliver Wakeman: Ravens and lullabies (speciale editie)
- EANCD1013: idem, normale editie
- EANCD1014: Sanguine Hum: The weight of the world
- EANCD1015: Soft Machine Legacy: Burden of proof
- EANCD1016: Sanguine Hum: The weight of the world (dvd-versie)
- EANCD1017: Todd Rundgren: State
- EANCD1018: Todd Rundgren: State (2cd-versie)
- EANCD1019:
- EANCD1020:
- EANCD1021: Steve Hackett: The Tokyo tapes (heruitgave)
- EANCD0122: John Lees' Barclay James Harvest: North (speciale editie)
- EANCD1023: John Lees' Barclay James Harvest: North
- EANCD1024: Solstice: Prophecy
- EANCD1025: Todd Rundgren: Johnson Live
- EANCD1026: Peter Hammill/Garry Lucas: Other world
- EANCD1027: Matt Stevens: Lucis
- EANCD1028: Jack Bruce: Silver rails
- EANCD1029: Chris Thompson: Toys and dishes
- EANCD1030: Jack Bruce: Silver rails (luxe editie)
- EANCD1031: Soontag: Soontag
- EANCD1032: Nick Magnus: N'monix
- EANCD1033: Panic Room: Satellite
- EANCD1034: High Fiction Science: Curious yellow
- EANCD1035: Tin Spirits: Scorch
- EANCD1036: Schnauser: Protein for everyone
- EANCD1037: Fish on Friday: Godspeed
- EANCD1038: FM: Nearfest 2006
- EANCD1039: Tony Patterson/Brendan Eyre: Northlands
- EANCD1040: Andy Jackson (geluidstechnicus bij Pink Floyd): Signal to noise
- EANCD1041: Andy Jackson: Signal to noise (speciale uitgave)
- EANCD1042: Sanguine Hum: Now we have light
- EANCD1043: Sanguine Hum: Now we have light (speciale editie)
- EANCD1044: Van der Graaf Generator: Merlin Atmos (live)
- EANCD1045: Van der Graaf Generator: Merlin Atmos (live, speciale editie)
- EANCD1046: Man: Reanimited memories
- EANCD1047: Todd Rundgren: Global
- EANCD1048: Todd Rundgren: Global (speciale uitgave)
- EANCD1049: John Lodge: 10.000 light years ago
- EANCD1050: FM: Transformation
- EANCD1051: John Lodge: 10.000 light years ago (speciale editie)
- EANCD1052: Theo Travis Double Talk: Transgression
- EANCD1053: John Hackett: Another life
- EANCD1054: Stephen W. Taylor (werkte met Rupert Hine): Ostinato
- EANCD1055:
- EANCD1056: Dave Sturt (lid van Gong): Dreams and absurdities
- EANCD1057: Geoff Richardson: The garden of love

Naast deze serie loopt een speciale serie voor uitgaven van Van der Graaf Generator met:
- EVDGCD1001: A grounding in numbers (ook op LP)
- EVDGCD1003: Alt (ook op LP)